# ロードショー (証券用語)
ロードショー（英語: road show）とは、募集または売出し（IPOまたはPOなど）に際して、有価証券届出書（想定発行価格を記載したもの）の提出またはPOにおける売出しに係る適時開示の実施後に、当該株式の発行会社の代表者が財務担当者等を同行し、価格発見能力に優れた複数の機関投資家に対して自社の会社内容などについて説明を行うプロセス（会社説明会）をいう。IPO時などの募集または売出しに係る価格の需給動向を判断する場ともなる。また、ディスクロージャーという呼ばれ方をすることもある。

## 詳説
機関投資家向けの会社説明会であるロードショーは、新規公開時の募集または売出し価格の需給の動向について判断するためのものであり、発行会社にとっても証券会社にとっても極めて重要な機会である。ロードショーの結果は、上場時の株価に重要な影響を与えることとなる。その理由は以下のとおりである。まず、証券取引所への新規上場にかかる申請が承認され、有価証券届出書が提出されると、引受証券会社は投資勧誘が可能になる。しかしながら、この段階では価格に関して決定されている事項は、まだ想定発行価格のみであるため、発行会社の代表者が財務担当者等を同行し、価格発見能力に長けている複数の機関投資家を直接訪問し、目論見書などを用いつつ自社の事業内容等を説明する。これがロードショーというものであるが、ロードショーを行った後は、対象となる機関投資家に対し主幹事証券会社が当該発行会社の妥当株価、申込予定株数等をヒアリングし、発行会社側はフィードバックを受けることができる。一般には、このような機関投資家への調査をプレマーケティングと称するが、有価証券届出書の提出前に行われるプレヒアリングとは異なり、有価証券届出書の提出後に、あくまで目論見書などの勧誘資料を含む適切な情報提供を行った上で意見聴取を行っており、届出前勧誘の禁止に抵触するおそれは排除されている。このプレマーケティングにより、それぞれの機関投資家における当該発行会社に対する様々な評価や株式購入の意向等を主幹事証券会社と発行会社は把握し、把握した情報をもとに仮条件をこの両者が協議のうえ決定していくこととなる。このプレマーケティングの際に、発行会社と主幹事証券側では、機関投資家へ理論価格を説明してはいるが、それぞれの機関投資家において、当該発行会社の株式購入ニーズを価格と数量によって把握し、実際の需要に基づいた仮条件を決定していくことになる。仮条件価格帯の算定が行われると、発行会社において募集または売出しの条件決定に関する取締役会決議が行われ、正式に仮条件価格帯が決定され、当該価格をもって仮条件価格帯の情報が提供され、その後、個人投資家等へのブックビルディングを経て、募集または売出しの価格が決定されることになる。このような訳でロードショーは発行会社にとっても、機関投資家にとっても重要な場になるのである。
上述のように上場時の価格決定において極めて重要な場であるロードショーは、日本国内のIPO案件の場合、基本的に1日に3社 - 5社程度の機関投資家を相手に、おおよそ1週間 - 2週間程度、ほぼ毎日続けて行われる。実際にこの過程を経験し自身が経営する会社を上場させたドクターシーラボ社長の石原智美は、自身のロードショー期間中の体験を「ハードスケジュールのあまり、目を見開いていても視線の下半分しか見えない状態がしばらく続く」ほどで「精神的には充実していても体力的には限界」な状況であったと、自身の著書である『前向きな不満があなたを変える 私が普通のOLからドクターシーラボの社長になった理由』の中で書き綴っている。
米国でも上場前にロードショーが行われている。米国の場合は、日本のような価格決定に重要な役目を負う売込みの場であると同時に、新規公開株を買ってくれそうな機関投資家を上場を予定している発行会社のトップが挨拶して回るいわば一種の儀式のようなものとなっている。具体的な手順としては、まず、主幹事証券会社が、純資産、利益、PER等の指標を基準に、主として類似性の高い会社との比較により株価を試算し、ディスカウント率を乗じた上で、予想株価幅を決定する。当該株価の価格帯を証券取引委員会への登録届出書に記載の上、ロードショーを行い、投資家の中でもとりわけ機関投資家に対して実際の需要動向を確認を行い、ロードショーの結果に基づき、主幹事証券会社は発行会社と最終調整を行うことで公開価格を決定する。主幹事証券会社が、需要動向を参考にして引受シンジケート団を構成する各証券会社の引受株数を決定し、各社がロードショーの需要を踏まえたうえで、顧客への配分を行うことが一般的である。日程的には2週間程度で行われるので、その点では日本国内の案件と変わらない。また、英国におけるIPO案件においても、米国とほぼ同じようなやり方でロードショーを行っている。

## 脚註

### 註釈
1. ↑  法令等で、明確なルールが設定されているわけではないが、日本証券業協会が2007年11月21日に公表した『会員におけるブックビルディングのあり方等について  - 会員におけるブックビルディングのあり方等に関するワーキング・グループ報告書 - 』によると通常は上下限5％の範囲内で設定されている[3]。
2. ↑  米国などでブックビルディングという場合、狭義ではこの機関投資家等への需要動向の確認のことをいう[3]。
3. ↑  米国市場の場合、この配分においては、全株数の6割 - 9割程度が機関投資家に配分される[3]。